# Beatus de Valladolid
Le Beatus de Valladolid appelé aussi Beatus de Valcavado est un manuscrit enluminé contenant notamment un commentaire de l'Apocalypse de Beatus de Liébana provenant du Monastère de Valcavado (es). Il est actuellement conservé au sein de la bibliothèque du Collège de Santa Cruz (es).

## Historique
D'après le colophon du manuscrit, celui-ci a été écrit et peint par un moine du nom de Oveco, désigné comme scribe et saint, entre le 8 juin et le 9 septembre 970 sous le règne de Ramire III de León, au sein du Monastère de Valcavado (es), sous la houlette de son abbé Sempronio. Ce monastère aujourd'hui disparu, a été fondé vers 925-950 dans le royaume de León, sur les bords de la rivière Carrión dans la province de Palencia.
Le manuscrit reste sur place au moins jusqu'au XVIe siècle. Ambrosio de Morales, historien et humaniste espagnol, décrit le manuscrit sur place en 1572 à l'occasion d'une visite des églises de la région. Mais il ne s'y trouve plus en 1590. Au XVIIe siècle, le manuscrit appartient au collège Jésuite Saint-Ambroise de Valladolid. Après l'expulsion des Jésuites d'Espagne sur ordre de Charles III en 1767, leur bibliothèque entre en possession de l'université de Valladolid.

## Description
Le manuscrit comporte 230 folios écrits en wisigothique ronde. Il est partiellement complet, ayant perdu peut-être 14 feuillets dont 5 ont peut-être été intégré au Beatus de Ferdinand et Sancha. Il contient les textes suivants, habituels dans les manuscrits du Beatus : 
- Le Prologue à l'Apocalypse de saint Jérôme (f.4v.-14v.)
- Le Commentaire sur l'Apocalypse de Beatus de Liébana en douze chapitres (f.14v.-192v.)
- Le Commentaire sur Daniel de saint Jérôme (f.193r.-230)

Il est décoré de 87 miniatures de tailles variables qui sont dans le style des manuscrits léonais de cette période. Il se rapproche plus spécifiquement des Beatus de Ferdinand et Sancha et du Beatus de Morgan.

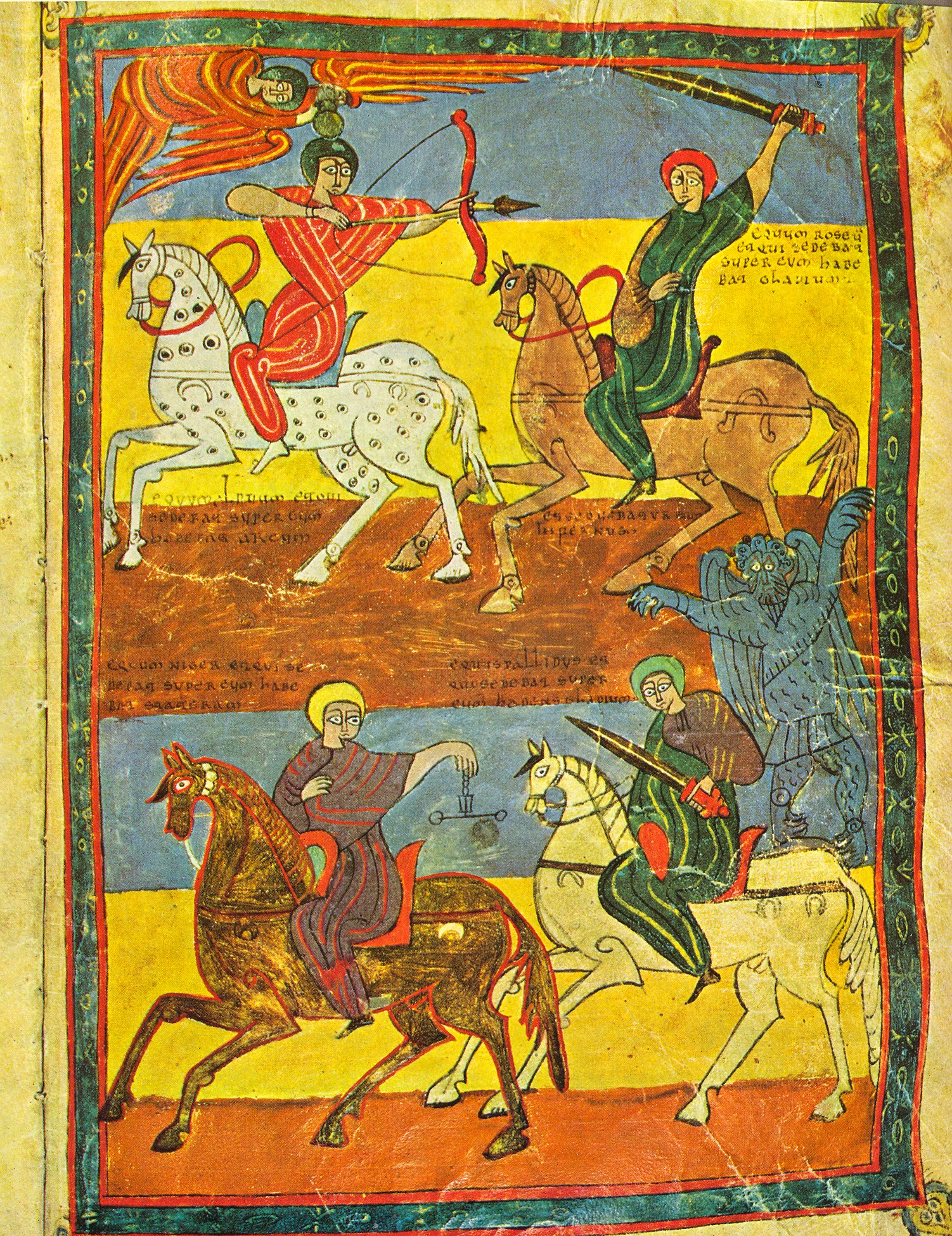
Les quatre cavaliers, f.93r.
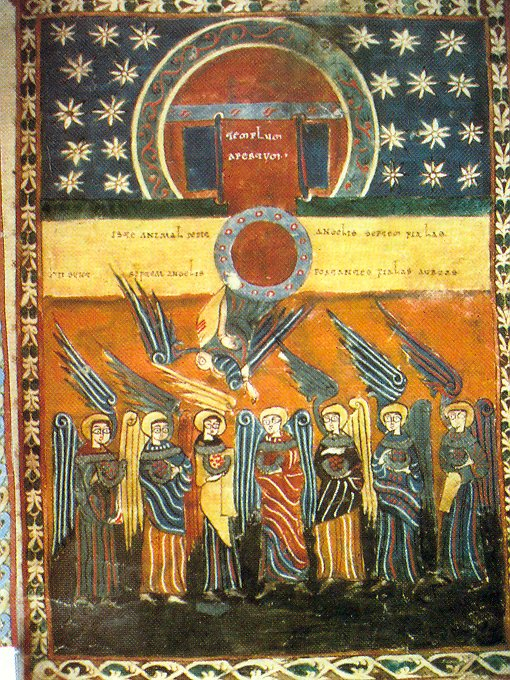
Les sept plaies, f.151r.